# Бад-Зоден-Аллендорф
Бад-Зоден-Аллендорф (нім. Bad Sooden-Allendorf) — місто в Німеччині, знаходиться в землі Гессен. Підпорядковується адміністративному округу Кассель. Входить до складу району Верра-Майснер.
Площа — 73,53 км2. Населення становить 8460 ос. (станом на 31 грудня 2020).